# Melitta iberica
Melitta iberica är en biart som beskrevs av Warncke 1973. Melitta iberica ingår i släktet blomsterbin, och familjen sommarbin. IUCN kategoriserar arten globalt som otillräckligt studerad. Inga underarter finns listade i Catalogue of Life.